# Irakli Tsirekidze
Irakli Tsirekidze (en georgiano: ირაკლი ცირეკიძე, 3 de mayo de 1982) es un deportista georgiano que compitió en judo.
Participó en los Juegos Olímpicos de Pekín 2008, obteniendo una medalla de oro en la categoría de –90 kg. Ganó dos medallas en el Campeonato Mundial de Judo, oro en 2007 y bronce en 2011, y tres medallas en el Campeonato Europeo de Judo entre los años 2007 y 2011.

## Palmarés internacional
| Juegos Olímpicos   | Juegos Olímpicos        | Juegos Olímpicos  | Juegos Olímpicos |
| Año                | Lugar                   | Medalla           | Categoría        |
| ------------------ | ----------------------- | ----------------- | ---------------- |
| 2008               | Pekín (China)           | Medalla de oro    | –90 kg           |
| Campeonato Mundial |                         |                   |                  |
| Año                | Lugar                   | Medalla           | Categoría        |
| 2007               | Río de Janeiro (Brasil) | Medalla de oro    | –90 kg           |
| 2011               | París (Francia)         | Medalla de bronce | –100 kg          |
| Campeonato Europeo |                         |                   |                  |
| Año                | Lugar                   | Medalla           | Categoría        |
| 2007               | Belgrado (Serbia)       | Medalla de plata  | –90 kg           |
| 2008               | Lisboa (Portugal)       | Medalla de bronce | –90 kg           |
| 2011               | Estambul (Turquía)      | Medalla de bronce | –100 kg          |